# Агуа-Лимпа
Агуа-Лимпа (порт. Água Limpa) — муниципалитет в Бразилии, входит в штат Гояс. Составная часть мезорегиона Юг штата Гойас. Входит в экономико-статистический микрорегион Мея-Понти. Население составляет 2394 человека на 2006 год. Занимает площадь 452,856 км². Плотность населения — 5,3 чел./км².

## История
Город основан 11 ноября 1958 года. 

## Статистика
- Валовой внутренний продукт на 2003 год составляет 21 604 049,00 реалов (данные: Бразильский институт географии и статистики).
- Валовой внутренний продукт на душу населения на 2003 год составляет 9372,69 реала (данные: Бразильский институт географии и статистики).
- Индекс развития человеческого потенциала на 2000 год составляет 0,739 (данные: Программа развития ООН).